# Movie Crazy
Movie Crazy é um filme estadunidense de 1932, do gênero comédia, dirigido por Clyde Bruckman e estrelado por Harold Lloyd. Um enorme sucesso de bilheteria, o filme é visto como a melhor produção sonora de Lloyd, ou pelo menos como a melhor até aquela data..

## Sinopse
Harold Hall mora em uma cidadezinha do interior e não possui nenhum talento para representar, mas mesmo assim faria qualquer coisa para aparecer nas telas. Certo dia,ele é convidado a fazer um teste em Hollywood. Lá apaixona-se por uma atriz, arma as maiores confusões nos sets de filmagem e, sem querer, veste a casaca de um mágico durante uma festa, o que faz com que comecem a aparecer coelhos, ovos e ratos nos momentos mais inconvenientes.

## Elenco
| Ator/Atriz          | Personagem       |
| ------------------- | ---------------- |
| Harold Lloyd        | Harold Hall      |
| Constance Cummings  | Mary Sears       |
| Kenneth Thomson     | Vance            |
| Louise Closser Hale | Sra. Kitterman   |
| Spencer Charters    | J.L. O'Brien     |
| Robert McWade       | Wesley Kitterman |
| Edmund Cobb         | Não-creditado    |